# 삼성 갤럭시 프리미어
삼성 갤럭시 프리미어(Samsung Galaxy Premier)는 삼성전자에서 제조/판매하는 안드로이드 스마트폰이다.
2012년 10월 31일 공개하여, 2012년 4분기에 출시 예정이었으나 지연되었다가, 2013년 1월 17일 출시되었다.

## 색상
- 세라믹 화이트
- 티타늄 그레이

### 갤럭시 팝
- 크리스탈 화이트
- 스틸 그레이
- 페스티벌 오렌지

## 운영 체제/소프트웨어

### 안드로이드 4.1 젤리빈
안드로이드 OS 4.1.2 젤리빈을 탑재하여 출시했다.

### 안드로이드 4.4.4 킷캣
안드로이드 OS 4.4.4 킷캣을 업데이트 하였다.

#### 특수 기능
- S 빔

- 스마트 스테이 : 앞면 카메라를 통해 사용자의 눈동자와 얼굴을 인식하여 사용 중일 때에는 디스플레이가 꺼지지 않도록 유지한다.

- 스마트 로테이션 : 중력방향에 의해서 자동회전을 하지 않고 앞면 카메라를 통해 사용자의 얼굴을 인식하여 자동회전여부를 결정한다.

- S 보이스 : 대화형 음성제어 시스템으로, 소프트웨어와 자연어 대화를 통해 특정 기능을 작동하여 각종 기능을 실행한다.

- 다이렉트 콜 : 문자 전송할때, 부재중 전화시, 전화번호 검색 등 전화번호가 화면에 보일 때 휴대전화를 귀에 대면 바로 전화가 걸린다.

- 팝업 플레이 : 동영상을 작은 팝업창 형태로 재생하는 기능으로, 동영상이 팝업창 형태로 떠 있는 동안에는 화면의 일부분만 점유하며, 다른 애플리케이션을 사용할 수 있다.

## 변종

### 대한민국

#### 갤럭시 팝 (SHV-E220S)
SK텔레콤용으로 출시된 제품으로, AP가 삼성전자 엑시노스 4 쿼드 (4412) (ARM 홀딩스 코텍스-A9 아키텍처 1.4 GHz 쿼드 코어 CPU + ARM 홀딩스 말리-400 MP4 445 MHz GPU)로 변경되고 메모리도 2GB DDR2로 변경되었으며, 지상파 DMB 튜너 및 안테나의 장착으로 인하여 두께가 9 mm로 증가했다.
LTE 서비스를 밴드5 850 MHz, 밴드3 1.8 GHz 대역에서 지원한다.

### 중국

#### GT-I9268
차이나 모바일용으로 출시되었고, 3G 표준모델과 사양이 동일하다.

## 같이 보기
- 삼성 갤럭시 R
- 삼성 갤럭시 S III
- 삼성 갤럭시 그랜드
- 삼성 갤럭시 익스프레스